# Marchands canadiens sous le Régime français
 (juin 2021).
Les marchands canadiens sous le Régime français sont les individus vivant sur le territoire du Canada dont l’activité principale est liée au commerce. Les premiers marchands indépendants arrivent dans la colonie, en provenance de la France, dans les années 1650 et leur présence devient significative dans la décennie suivante. On les retrouve surtout dans les deux villes principales de la colonie, Québec et Montréal, mais leur présence dans les campagnes environnantes s’accroit au milieu du XVIIIe siècle. Leurs activités commerciales sont majoritairement déterminées par le commerce des fourrures, mais tendent à se diversifier au cours du XVIIIe siècle, particulièrement pour les commerçants de Québec. Le niveau de vie du marchand moyen est supérieur à celui des couches populaires, mais inférieur à celui des élites. Le groupe n’est d’ailleurs pas homogène. Il existe des différences entre l’élite commerciale et les marchands plus modestes qui constituent la majorité des hommes de commerce canadiens. Ces divergences se manifestent non seulement en termes de richesse, mais également au niveau des réseaux de sociabilité et des opportunités d’ascension sociale. Dans tous les cas, le mariage représente un moyen privilégié pour consolider son appartenance à la communauté marchande ou encore pour se rapprocher de la haute société coloniale. Les commerçants les plus importants occupent souvent des fonctions supplémentaires au cours de leur carrière qui témoignent de l’influence du groupe marchand sur la société canadienne. Les plus importantes sont celles de marguillier, d’officier de milice, de syndic des marchands et de conseiller au Conseil supérieur.

## Évolution temporelle

### 1627-1663

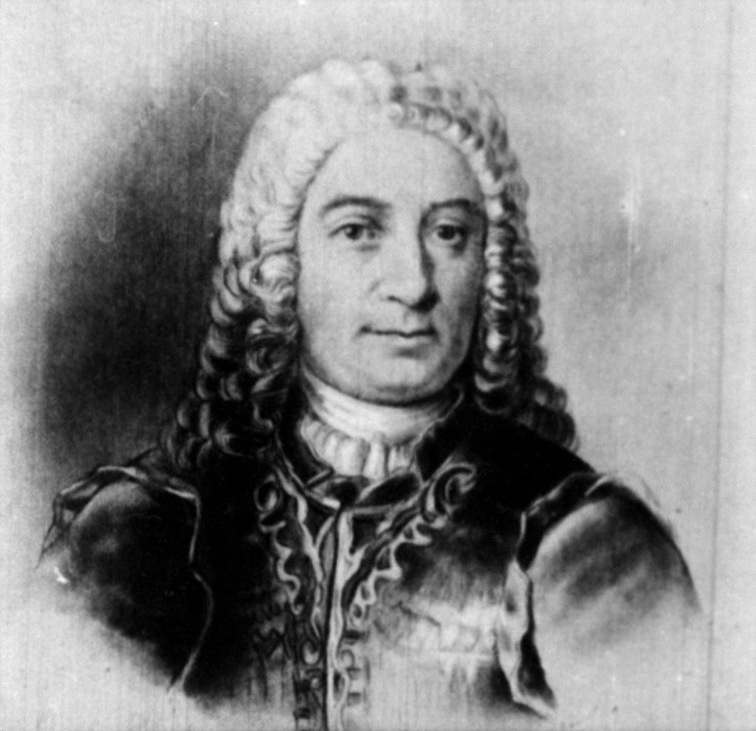
Charles Aubert de La Chesnaye

Le 29 avril 1627 est fondée la Compagnie des Cent-Associés par le duc de Richelieu. Celle-ci se voit accorder, en plus de l’administration de la colonie de la Nouvelle-France, le contrôle de la traite des fourrures à perpétuité ainsi que le monopole de « tout autre commerce, soit terrestre ou naval » pour une durée de 15 ans, soit jusqu’en 1643. En 1645, en raison de plusieurs revers financiers successifs, la Compagnie cède le contrôle de la traite à la Communauté des Habitants. Le monopole commercial ayant pris fin en 1643, quant à lui, n’est pas reconduit. Plutôt, un règlement royal (mars 1648) accorde la liberté de commercer à tous les « habitans », ces derniers pouvant maintenant transiger directement avec les autochtones et vendre les pelleteries à la Communauté par la suite. C’est donc dire qu’avant les années 1650, il n’y a pas réellement de marchands indépendants au Canada. Cette situation change à compter de 1652 alors que la Communauté, incapable d’assurer le bon fonctionnement du commerce transatlantique en raison des guerres iroquoises, fait appel aux marchands français de Rouen et de La Rochelle. Ceux-ci envoient alors des représentants, dont certains s’établissent à Québec et à Montréal. Au nombre de 35 en 1656, ces individus profitent de la liberté de commerce récemment octroyée pour s’implanter comme la base d’un nouveau groupe social : les marchands canadiens. Parmi ceux-ci, on retrouve Charles Aubert de La Chesnaye (1632-1702), représentant des marchands de Rouen arrivé à Québec en 1655. Dès son arrivée, La Chesnaye s’implique dans la traite, mais varie également ses activités du côté du commerce de marchandises et de l’agriculture, ce qui lui permet de faire fortune et de s’établir comme « le chef incontesté de la classe commerçante canadienne » au XVIIe siècle.
Il y a également Joseph-Michel Cadet, riche marchand, boucher et munitionnaire qui approvisionna la colonie jusqu'à la défaite en 1759.

### 1663-1717
Peu après l’instauration du gouvernement royal (1663), la Compagnie des Cent-Associés est dissoute et remplacée par la Compagnie des Indes occidentales, ce qui met également un terme à l’existence de la Communauté des Habitants. Le changement est significatif pour les marchands coloniaux puisque la liberté de commerce est étendue à l’ensemble des activités entourant la traite des fourrures. On assiste ainsi à l’accélération de l’immigration marchande entamée une décennie auparavant. Si les plus importants, représentants des grandes compagnies commerciales françaises, s’établissent majoritairement à Québec pour œuvrer dans le domaine de l’importation et de l’exportation, Montréal voit plutôt des jeunes hommes plus modestes venir tenter leur chance du côté de la traite. Ils sont souvent fils de marchands et proviennent des grandes villes françaises. On constate que la règle générale de cette immigration est l’appartenance à des réseaux de parenté. En effet, rares sont ceux qui traversent l’Atlantique sans avoir au moins un membre de leur famille, proche ou éloignée, qui appartient déjà au groupe de marchands établi dans la colonie. Ces liens familiaux sont une porte d’entrée dans le monde du commerce et une occasion de bâtir une clientèle tout en ayant accès à du crédit. Ainsi, pour les marchands du Canada, le succès « réside dans cette cohésion familiale qu’ils ne cessent de cimenter par des alliances à chaque nouvelle génération ». Néanmoins, si le nombre de marchands ne cesse d’augmenter (on en dénombre 39 en 1681 pour la seule ville de Montréal), peu parviennent à mettre en place une entreprise rentable. Les faillites sont fréquentes et plusieurs rentrent en France après de tels échecs. On assiste ainsi à un constant remaniement des effectifs. Quelques marchands parviennent tout de même à se démarquer et à établir des entreprises plus que rentables. C’est le cas notamment de Charles Lemoyne (1626-1685) et de son associé, son beau-frère Jacques Le Ber (c1633-1706), qui consolident dans ces années des fortunes parmi les plus importantes du Canada.
Au tournant du XVIIIe siècle, on observe un désir grandissant chez les marchands de s’organiser afin d’obtenir une représentation dans les affaires de la colonie. L’engorgement du marché du castor en Europe entraîne une nouvelle baisse des prix à la fin du XVIIe siècle, ce qui motive la création de la Compagnie de la Colonie, active entre 1700 et 1706. Celle-ci, dirigée par sept directeurs dont quatre doivent être des marchands, détient le monopole de la traite et offre ainsi aux commerçants canadiens une certaine représentation. Cependant, seuls les mieux nantis possèdent le capital nécessaire pour détenir des parts dans la société, ce qui avantage grandement les marchands importateurs de Québec tandis que ce sont leurs homologues montréalais qui sont les plus impliqués dans le commerce des fourrures. La compagnie éprouve toutefois des difficultés financières et est rapidement dissoute. À compter de 1707, la communauté marchande ne peut désormais faire valoir ses opinions que lors d’assemblées dirigées par le gouverneur et l’intendant. Ce n’est qu’en 1717, avec la création des syndics de marchands, qu’elle obtient finalement un droit de représentation stable et relativement efficace.

### 1717-1760
Le 11 mai 1717, les marchands coloniaux se voient accorder le droit de « s'assembler tous les jours dans un endroit convenable dans chacune des villes de Québec et de Montréal pour y traiter entre eux de leurs affaires de commerce comme aussi de nommer dans chacune desdites villes l'un d'eux pour faire au nom de tous les représentations qui seront nécessaires ». Chaque ville peut donc élire un représentant pour faire valoir les intérêts du groupe auprès de la métropole. Entre 1717 et 1760, 67 demandes sont effectuées par les assemblées et par les syndics. La majorité de celles-ci concernent trois sujets principaux : le prix des fourrures, la concurrence commerciale provenant des forains et des marchands ruraux ainsi que le manque de numéraire. Même si finalement la majorité de ces requêtes sont refusées, il n’en reste pas moins que les marchands possèdent un outil pour se faire entendre. Ils parviennent d’ailleurs à influencer des décisions à quelques reprises lorsque celles-ci concernent le commerce local. 
Bien que les fourrures représentent l’activité commerciale principale de la colonie et que les activités de la majorité des marchands y soient connectées, on assiste au XVIIIe siècle à une certaine diversification des activités marchandes. Certains participent activement au commerce de la pêche alors que d’autres investissent dans diverses entreprises. C’est le cas notamment d’Ignace Gamelin (1698-1771) qui investit dans les forges du Saint-Maurice,, de Pierre Trottier Desauniers (1700-?) qui œuvre dans la construction de navires, ou encore de Louis Charly Saint-Ange (1703-1767/8) qui s’implique dans l’exploitation de mines de cuivre,.
Par ailleurs, à partir des années 1720-1730, un autre milieu est investi par les marchands : le monde rural. Demeurées plutôt à l’écart des activités commerciales des centres urbains, les campagnes commencent à se peupler davantage au XVIIIe siècle. Le développement de Louisbourg dès les années 1720 et la hausse des prix du blé sur les marchés internationaux offrent des débouchés intéressants aux produits agricoles canadiens dont la production augmente constamment. Flairant la possibilité de vendre leurs marchandises aux populations locales tout en rachetant les surplus de blé, quelques marchands commencent à s’établir de façon permanente dans certains villages, comme c’est le cas pour François-Augustin Bailly (1709-1771) lorsqu’il ouvre un magasin à Varennes en 1731. Dès le début des années 1740, le nombre de marchands ruraux devient assez important pour devenir une source d’agacement pour les commerçants urbains qui perçoivent leur présence comme une concurrence importune.

## Organisation géospatiale

### Les marchands de Québec
Le commerce de la ville de Québec tourne en grande partie autour des activités d’importation et d’exportation. Cela est dû au fait que la ville soit l’unique port d’entrée et de sortie de la colonie pour les marchandises impliquées dans le commerce transatlantique. Il n’est donc pas surprenant qu’une grande proportion des marchands de Québec, généralement appelés négociants, soit impliquée de près ou de loin dans le commerce avec la métropole. Toutefois, la ville compte également son lot de petits boutiquiers dont les activités sont concentrées majoritairement dans le commerce local. En 1744, ils comptent pour la moitié environ des 60 marchands enregistrés lors du recensement de la ville. Du côté des négociants, sur les 76 individus recensés par l’historienne Kathryn A. Young pour les années 1717-1745, environ la moitié sont nés en France. Il s’agit majoritairement d’agents des compagnies marchandes de La Rochelle, de Bordeaux ou de Rouen ou de représentants de la compagnie détenant le monopole de la traite. On retrouve également un certain nombre d’officiers de la couronne et de fonctionnaires qui s’impliquent dans le commerce pour augmenter leurs revenus. Le reste des négociants sont nés dans la colonie. Environ le tiers sont en réalité la deuxième génération de familles marchandes natives de Québec. C’est donc dire que l’accumulation familiale de richesse et de patrimoine joue un grand rôle dans l’attachement de ces marchands à la colonie. De ce groupe de 76 négociants, la moyenne du temps de résidence au Canada est de trente ans et les trois-quarts y demeurent jusqu’à leur décès.

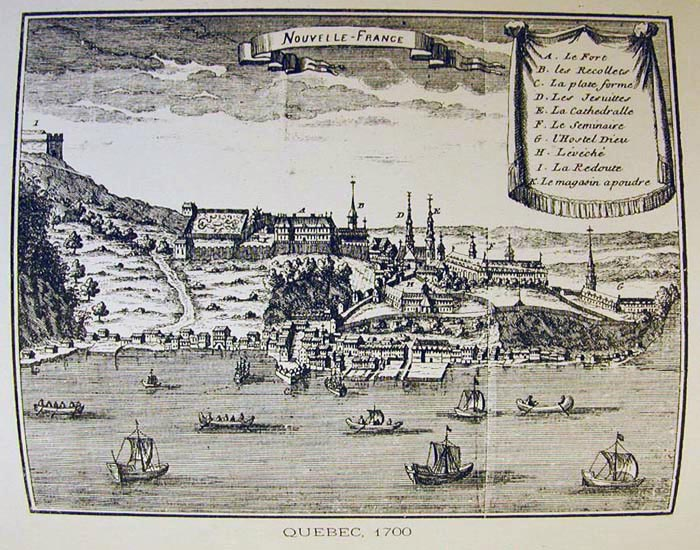
Ville de Québec en 1700

Le cœur de l’activité commerciale de la ville de Québec est la Place Royale, située dans la basse-ville. D’ailleurs, environ 40 % des propriétés qui s’y trouvent appartiennent à des négociants. La vie à la Place Royale est dynamique et bouillonne d’activités. Les sons de cloches rythment et régulent la vie commerciale quotidienne : ouverture et fermeture du port; ouverture des marchés les mardi, vendredi et samedi; assemblées marchandes le jeudi; messe de l’église Notre-Dame-des-Victoires le dimanche. La maison typique des commerçants de Québec est construite en bois et en pierre, cette dernière dominant largement après l'incendie de 1682, et est composée de six à quinze pièces réparties sur quelques étages. Par comparaison, les maisons des artisans et des travailleurs portuaires sont de petites structures en bois d’un seul étage restreint. La présence de foyers et de multiples accessoires d’éclairage dans l’ensemble des habitations marchandes témoigne d’un goût pour le confort matériel et peut être perçu comme le signe d’un certain niveau d’aisance. Il ne faut cependant pas s’y tromper puisque la majorité des commerçants de Québec ne parviennent pas à accumuler de richesses importantes au cours de leur carrière. En fait, ils sont généralement endettés et arrivent tout juste à payer les intérêts pour faire progresser le commerce. Les plus aisés sont souvent ceux qui parviennent à varier leurs activités, que ce soit en achetant et en revendant des propriétés dans la haute et dans la basse-ville, en exploitant des seigneuries, en équipant des voyages de pêche ou encore en investissant dans des entreprises comme les forges du Saint-Maurice et la construction de navire. Si plusieurs investissent également dans la traite des fourrures, certains prennent en charge l’approvisionnement et le financement de voyages d’exploration vers le Lac Winnipeg ou encore vers les côtes du Labrador comme c’est le cas pour Marie-Anne Barbel (veuve Fornel) (1704-1793) et Pierre Trottier Desauniers,.
Le tableau des acteurs commerciaux de la ville de Québec ne peut être complété sans la mention d’un groupe bien particulier : les marchands forains. Il s’agit de « personnes non domiciliées qui débarquent à Québec en saison, capitaines de navire ou pacotilleurs, y débitent leurs marchandises et repartent à l’automne, ou l’année suivante ou plus tard ». Certains sont tout simplement des agents de marchands français. Ils accaparent une grande partie du commerce de gros et de détail, vendant leurs marchandises au même prix dans les deux cas, ce qui diminue les marges de profit des marchands de Québec. Leur présence est une source constante de conflits et les coloniaux ne cessent de réclamer qu’on limite leurs activités. Il arrive toutefois, dans de très rares occasions, que des forains décident de s’établir de façon permanente et s’intègrent au groupe des négociants locaux. L’exemple le plus illustre est celui de François Havy (1709-1766) et de Jean Lefebvre (1714-1760) qui arrivent en 1735 comme agents du commerçant huguenot Robert Dugard de la ville de Rouen et qui s’établissent pour plus de 25 ans, devenant deux des plus éminents et des plus prolifiques marchands de la colonie.

### Les marchands de Montréal
Si les activités commerciales de Québec gravitent autour du commerce maritime, celles de Montréal sont concentrées sur la traite des fourrures. Les marchands des deux villes s’inscrivent en quelque sorte dans un système d’interdépendance, ceux de Québec dépendant des fourrures que leur procurent ceux de Montréal, ces derniers nécessitant l’approvisionnement en marchandises provenant des premiers. Le commerce de gros étant sensiblement inexistant dans la ville au début du XVIIIe siècle, les Montréalais n’ont d’autre choix que de maintenir des relations d’affaires avec leurs homologues de Québec. La situation semble avoir légèrement évoluée au milieu du siècle puisque l’historien José Igartua fait état de quelques marchands importateurs établis à Montréal à la veille de la Conquête. Il demeure que la majorité des Montréalais s’approvisionnent par l’entremise des négociants de Québec, parfois en tant que correspondants, parfois en tant qu’associés, les liens familiaux ou maritaux étant généralement à l’origine de ces relations commerciales. En outre, les marchands de Montréal sont presque tous natifs de la colonie et sont donc bien implantés dans la société canadienne,,. L’appartenance à cette communauté locale est un élément primordial pour connaitre un certain succès, aussi modeste soit-il. En effet, le marchand montréalais moyen peine à amasser une fortune respectable. Même pour les Charles Lemoyne, Jacques Leber, Alexis Lemoine Monière (père) (1680-1754) et Thomas-Ignace Trotier Desauniers Dufy (1712-1777), qui appartiennent, à l’apogée de leurs carrières respectives, au groupe restreint de marchands prolifiques, le niveau de vie n’est pas comparable à l’élite commerciale métropolitaine. La demeure marchande typique, en maçonnerie, se démarque dans le paysage montréalais, mais n’est guère plus qu’une version légèrement améliorée d’une maison paysanne régulière. D’ailleurs, le mobilier intérieur est plutôt simple, si ce n’est de la présence d’un élément de luxe : le poêle en fer.
Malgré la place centrale qu’occupe la traite des fourrures dans les activités commerciales de la ville, tous les marchands de Montréal n’occupent pas les mêmes fonctions. Au sommet, on retrouve les quelques marchands importateurs. S’occupant majoritairement de faire venir des marchandises directement des marchands de La Rochelle ou par l’entremise d’agents à Québec, la plupart s’adonne à la fois au commerce de détail et de gros. Tous les habitants n’étant pas en mesure de payer en espèces, la vente à crédit occupe dans ces transactions une place importante. Certains, comme René de Couagne (1790-1767) ou Étienne Augé (?-1780), ne prennent qu’indirectement part à la traite tandis que d’autres, dont Louis Charly Saint-Ange, sont directement actifs, finançant et équipant des expéditions. En plus de leur niveau de richesse supérieur, ils se distinguent des autres marchands par les charges publiques qu’ils occupent.
Directement en dessous se trouvent les marchands-équipeurs qui forment de loin le groupe le plus nombreux. Leur rôle consiste à fournir les marchandises de traite nécessaires aux expéditions et à satisfaire tous les besoins des voyageurs et des engagés. Ils doivent donc « engager l’équipage, voir à leur hébergement avant le départ, organiser les charrois, acheter et faire radouber les canots, préparer les provisions, se procurer les permis, etc. ». La grande majorité des équipeurs ne parviennent pas à prendre en charge plus d’un voyage par année et doivent donc être considérés comme de petits marchands. Seuls quelques individus, dont Alexis Lemoine Monière (fils) (1720-1768) est l’un des plus importants, connaissent beaucoup de succès. Ce dernier prend part à un nombre impressionnant de 306 expéditions entre 1750 et 1768.
Comme les équipeurs gèrent le commerce à partir de Montréal, ils doivent s’associer à des individus qui prennent actuellement part aux expéditions. Ce sont les voyageurs. Ces associations prennent généralement la forme d’un partenariat, officialisé par la signature d’un contrat de société, à l’intérieur duquel le voyageur s’assure du bon fonctionnement du voyage et est chargé d’effectuer les transactions dans les postes de traite. Les profits réalisés, après le paiement des différentes dettes reliées à l’achat des marchandises, sont généralement distribués équitablement entre les membres d’une société. Il arrive, dans de rares occasions, que des marchands-voyageurs connaissent tellement de succès qu’ils se transforment en équipeurs après quelques années. C’est le parcours qu’a suivi Alexis Lemoine Monière (père). Après dix années de voyages prolifiques, il commence à équiper ses anciens compagnons de voyage en 1715 et s’établit progressivement comme un commerçant influant, ouvrant la voie pour le succès de son fils bien des années plus tard.

### Les marchands ruraux
L’année 1735 marque la déposition de la dernière plainte officielle contre la concurrence foraine alors que les récriminations des assemblées et des syndics se concentrent désormais envers les marchands ruraux, aussi nommés marchands des côtes. Ce n’est pas un hasard puisque le milieu du XVIIIe siècle voit une augmentation relativement importante du nombre de marchands dans les campagnes, particulièrement dans la région du gouvernement de Montréal. En effet, alors que seulement trois des 19 paroisses sondées avaient un marchand établi en 1729, une décennie plus tard, en 1740, c’est la totalité qui sont desservies par au moins un commerçant local. François-Augustin Bailly est parmi les plus prolifiques de ceux-ci. Fils d’officier à la fortune modeste, il arrive à Varennes en 1731 et y établit son commerce. Son succès est rapide puisqu’il déclare posséder des biens d’une valeur de 30,000 livres à peine dix ans plus tard, somme qui s’élèvera à 200,000 livres au moment de son décès en 1771, ce qui représente une fortune considérable. Ses activités comportent trois volets principaux : vente de produits exotiques ou manufacturés importés et de matières premières ne pouvant être trouvées localement; appropriation, souvent par le troc, des surplus de blé et autres produits agricoles pour la redistribution extérieure; accumulation de créances découlant de la vente au crédit et de prêts. Ce dernier élément est sans aucun doute la raison qui permet à Bailly de s’enrichir de façon aussi spectaculaire, et ce, aux dépens des habitants locaux : plus sa fortune augmente, plus la population de Varennes et des environs est endettée.
En ce qui concerne la région de Québec, le nombre de marchands ruraux demeure beaucoup plus modeste, ce qui est paradoxal puisque l’entièreté des plaintes les concernant proviennent des marchands de la Place Royale. Outre quelques exceptions, dont Jean Mauvide qui détient un commerce profitable sur l’île d’Orléans, aucun commerçant digne de mention n’est présent dans les paroisses environnantes. Il faut en fait traverser le fleuve et se rendre dans la Côte-du-Sud pour rencontrer quelques marchands ruraux, dont Pierre Rousselot et Jean-Baptiste Dupéré, installés respectivement à la Rivière-du-Sud et à Rivière-Ouelle dès la fin des années 1720, qui profitent du commerce grandissant avec Louisbourg et les Antilles. Cependant, on ne peut parler pour la période précédant la Conquête d’entreprises florissantes puisqu’il s’agit surtout « de micro-négoces souvent instables qui ne jouent pas un rôle important dans l’économie de ces paroisses ». Ce que l’on retrouve davantage dans les campagnes québécoises, ce sont des colporteurs. Ces marchands itinérants, d’origines diverses (journaliers, ouvriers, domestiques, paysans, etc.) parcourent les régions rurales le temps de quelques mois avec des marchandises variées qu’ils vendent généralement contre de l’argent comptant.

## Réseaux de sociabilité

### Les relations avec les marchands métropolitains
Le commerce canadien sous le Régime français est conçu de telle façon que la colonie est fortement dépendante de la métropole. D’une part, comme les fourrures accaparent la très grande majorité des débouchés commerciaux, le Canada se retrouve en position d’intermédiaire entre les territoires de l’Ouest et la France. Il occupe donc un rôle bien précis dans un réseau dont la structure est déterminée par les intérêts métropolitains. D’autre part, l’obligation de commercer seulement avec la France et ses possessions rend les marchands canadiens largement tributaires de leurs relations avec leurs homologues français, concentrés dans les ports de La Rochelle, de Bordeaux et de Rouen, qui contrôlent en large partie ces réseaux. Les liens familiaux, en particulier, jouent un rôle essentiel dans l’établissement de relations commerciales viables. En effet, l’appartenance à la famille est perçue comme un gage de confiance et de loyauté dans un milieu fortement concurrentiel. De plus, comme le numéraire est souvent manquant aux XVIIe et XVIIIe siècles et que les échanges commerciaux dépendent grandement d’un système de crédit sophistiqué, la signature d’un proche sur les billets de change offre un plus grand sentiment de sécurité. Il ne faut donc pas s’étonner de constater que des familles marchandes canadiennes influentes comme les Charly, les Lemoyne et les Pascaud sont également bien implantées à La Rochelle.
Par ailleurs, un élément qui illustre bien l’importance des relations avec la métropole est la présence de nombreux représentants de commerçants français ou d’agents de la couronne, nés en France pour la plupart, parmi les marchands de Québec. Leur niveau d’intégration à la société canadienne, que ce soit par le mariage, par l’occupation de postes officiels ou par l’investissement dans des entreprises locales témoigne de l’importance des alliances transatlantiques. Un cas assez révélateur est celui de Mathieu-François de Lino (1657-1731), arrivé à Québec en 1679. Fort d’une association avec Charles Aubert de La Chesnaye, il investit dans la pêche à la morue et à la baleine ainsi que dans les activités de la Compagnie du Nord visant l’exploration de la région de la baie d’Hudson. En 1700, il fait partie des fondateurs de l’éphémère Compagnie de la Colonie. Par la suite, non seulement occupe-t-il le poste d’agent de la couronne pour les diverses compagnies détenant le monopole du commerce des fourrures de 1707 jusqu’à sa mort en 1731, mais il est également membre du Conseil supérieur à compter de 1702 et est nommé garde du sceau du roi en 1727,

### Le mariage
L’élément qui contribue sans doute le plus à établir un marchand canadien dans les réseaux commerciaux transatlantiques autant que coloniaux est le mariage. En ce sens, il est possible d’observer une forte tendance endogamique au sein de la communauté marchande. Tous les marchands, sauf quelques exceptions, ont des liens familiaux avec d’autres familles œuvrant dans le commerce en raison de leur propre mariage ou de celui de leurs enfants. Il faut donc analyser le mariage comme un acte stratégique visant à consolider ou à améliorer sa condition. Pour les représentants français qui arrivent dans la colonie, il s’agit avant tout d’une porte d’entrée dans l’univers marchand local, ce qui représente un moyen efficace de développer des réseaux de contacts et de s’établir comme un membre de la communauté à part entière. Par exemple, en 1685, Martin de Lino épouse Catherine Nolan, fille du marchand de fourrures Pierre Nolan. Ce dernier étant l’associé d’Aubert de La Chesnaye, Lino obtient ainsi l’occasion d’entrer en affaire avec l’important marchand québécois, ce qui marque le début de sa longue carrière. Le cas de Jean-Jacques Catignon, quant à lui, en est un qui illustre à la fois l’importance du mariage et des relations familiales transatlantiques. Fils d’un magasinier du roi né au Canada en 1681, il travaille à Québec comme agent pour son oncle André Estournel, marchand de La Rochelle. Lorsqu’il s’unit à la Rochelaise Marie-Anne Busquet, il s’offre par le fait même un lien avec la famille élargie de cette dernière, les Charly, marchands de fourrures établis à La Rochelle et à Montréal.
Les liens endogamiques sont très présents parmi les marchands de Montréal. Autant les marchands-importateurs que les équipeurs les plus importants épousent et marient les membres de leurs familles au sein de leur groupe. Louis Charly Saint-Ange est donc apparenté à la fois à René de Couagne et à la veuve de Pierre Guy, qui lui avait été jusqu’en 1748 le correspondant montréalais de François Havy et Jean Lefebvre, eux-mêmes représentants de Robert Dugard de Rouen. Parmi la quarantaine de plus petits équipeurs, le même phénomène est observable puisqu’en remontant ou en descendant d’une seule génération, des liens provenant d’unions maritales sont présents pour les trois quarts d’entre eux. Ce n’est rien de surprenant compte tenu de la difficulté qu’éprouve le marchand moyen à mettre en place une entreprise fructueuse. Les liens familiaux facilitent l’accès au crédit et offrent une certaine protection contre la concurrence élevée.
Pour certains marchands prolifiques, le mariage peut aussi être utilisé comme un moyen d’ascension sociale. Certains membres de la noblesse, officiers et seigneurs, ont intérêt à marier leurs filles à des négociants pour avoir accès à des opportunités commerciales. Pour les marchands, il s’agit du moyen le plus efficace de se rapprocher des cercles du pouvoir de la colonie : « [l]’argent mari[e] le rang et le rang mari[e] l’argent ». Trois des quatre commerçants à avoir occupé le poste de syndic de Montréal, soit Charly Saint-Ange, Ignace Gamelin et Pierre-Jean-Baptiste Hervieux, ont ainsi épousé des filles de la noblesse, renforçant leurs positions respectives auprès des autorités militaires et administratives.
La question du mariage soulève un autre point important : la place occupée par les femmes dans le commerce canadien. En général, les marchands considèrent leurs épouses comme des partenaires et n’hésitent pas, lorsqu’ils doivent s’absenter pour une durée prolongée, à leur confier la responsabilité des affaires. Les femmes de commerçants sont donc impliquées, jusqu’à un certain point, dans les activités commerciales. Par exemple, on retrouve régulièrement les signatures de Mme Catignon et de Mlle Catignon sur la correspondance d’affaires qu’entretenait Jean-Jacques Catignon avec son oncle à La Rochelle. Certaines femmes sont également actives dans le commerce de pelleteries. Pas moins de 27 femmes se voient octroyer la permission de commerce entre 1720 et 1752. La moitié de celles-ci agissent au nom de leur mari officier, mais les autres semblent tout simplement commercer à leur compte. Par ailleurs, à la mort de leurs maris, certaines veuves poursuivent leurs activités et connaissent beaucoup de succès. C’est le cas notamment de Marie-Anne Barbel, aussi appelée veuve Fornel, qui à la suite du décès de son époux en 1745 continue à faire prospérer ses entreprises dans le domaine de la chasse au phoque au Labrador. Elle entre également en partenariat avec Havy et Lefebvre pour administrer le poste de traite de Tadoussac en 1749, et ce, pour une période de douze ans,.

### La bourgeoisie marchande
L’étude des habitudes matrimoniales des marchands semble suggérer que certains membres de l’élite commerciale canadienne entretiennent de nombreux liens avec l’élite administrative et militaire de la colonie. Un examen plus approfondi permet de relever que ces connexions vont plus loin que les simples unions matrimoniales. Selon la théorie développée par l'historien Cameron Nish, il y a tout lieu de parler d’une bourgeoisie canadienne sous le Régime français, bourgeoisie à laquelle appartiendrait plusieurs des principaux hommes de commerce. Il en arrive à cette conclusion en identifiant un groupe de commerçants qui est au cœur de toutes les activités importantes de la colonie au niveau social, économique et politique entre 1729 et 1748. Ce groupe se compose notamment de François-Étienne Cugnet, Guillaume Estèbe, Charles et Guillaume Guillimin, François de Lino, Pierre Trottier Desauniers, François Foucault, Charly Saint-Ange et autres. On retrouve parmi ces marchands plusieurs seigneurs et de nombreux membres du Conseil supérieur. Également, ils monopolisent la grande majorité des ventes à l’État et sont impliqués dans plusieurs entreprises commerciales en association avec des officiers, que ce soit dans les postes de traite ou encore dans des entreprises privées comme les forges du Saint-Maurice. Ces multiples relations économiques, politiques et sociales suggèrent qu’il n’y aurait pas de réelle séparation entre la noblesse canadienne et la bourgeoisie marchande, mais plutôt que les individus des deux groupes seraient interreliés. Il convient toutefois de préciser que cette thèse ne fait pas l’unanimité chez les historiens. Quoi qu’il en soit, il faut bien garder à l’esprit que cette élite marchande formait un groupe plutôt restreint qui n’était pas accessible à la majorité des commerçants d’importance moyenne.

## Mobilité sociale

### Les fonctions supplémentaires
En plus de ses activités commerciales, il est fréquent pour un marchand qui connait une carrière prospère et qui est respecté dans la communauté d’occuper une ou plusieurs charges publiques au cours de sa vie. Le poste de marguillier, par exemple, est très prisé par les marchands. Pas moins de 80% des marguilliers de la ville de Montréal appartiennent à ce groupe. Comme il s’agit d’un poste électif, son obtention témoigne d’une certaine notabilité au sein de la société. Bien souvent, il s’agit en quelque sorte d’un tremplin vers une ascension sociale progressive. En effet, « la charge de marguillier semble n'être qu'une étape et non une finalité dans la reconnaissance publique ». Le poste de capitaine de milice est également convoité, et ce, malgré le fait qu’il ne comporte pas de rémunération. Contrairement à la fonction de marguillier, le poste de capitaine s’obtient par nomination de la part du gouverneur et revêt ainsi un certain lustre. Son rôle est de « faire respecter les exigences de la haute administration militaire et civile, de superviser les exercices annuels, de les diriger lors des campagnes, de surveiller certains travaux de voirie et de transmettre les ordres du gouverneur et de l'intendant auprès des habitants ». Certains marchands parviennent à occuper les deux postes, comme c’est le cas de Thomas-Ignace Trottier Desauniers Dufy, équipeur prolifique de Montréal, qui est élu marguillier en 1753 et nommé capitaine de milice avant la Conquête,.

### Les syndics de marchands
Représentant les intérêts commerciaux de l’ensemble du groupe marchand, le poste électif de syndic est probablement l’une des charges les plus gratifiantes et témoigne d’une grande respectabilité, autant auprès des gens de commerce que de la part des autorités. Bien que créé en 1717, ce n’est qu’à partir de 1740 que le poste est occupé de façon officielle et permanente. Jusqu’à la Conquête, seulement huit marchands (quatre pour chacune des deux villes principales) remplissent les fonctions de syndic. Pour la majorité d’entre eux, il s’agit en quelque sorte du couronnement d’une carrière commerciale fructueuse. Seul Joseph Perthuis (1714-1782) utilise cette occasion pour s’élever davantage dans la hiérarchie administrative de la colonie puisqu’il est également conseiller au Conseil supérieur et occupe même de façon temporaire, de 1758 à 1760, le poste de procureur général,. Le profil des syndics révèle que ce sont tous des commerçants qui font partie de l’élite et qu’ils respectent les spécificités de leur ville. Alors que tous les syndics de Montréal sont nés au Canada, la moitié de ceux de Québec sont natifs de France. De plus, les Montréalais œuvrent tous dans le commerce des fourrures tandis que les Québécois varient leurs activités. On remarque également chez les syndics de Montréal une propension à entretenir des relations avec des officiers des postes de traite, tandis que ceux de Québec cultivent davantage des liens avec des membres de l’administration coloniale. Dans tous les cas, les syndics font partie des mêmes réseaux sociaux et doivent être considérés comme des membres de la bourgeoisie marchande.  Sept hommes sur les huit ont occupé le poste de marguillier dans le passé et trois ont été capitaines de milice. La nomination au poste de syndic représente donc, de façon générale, l’aboutissement d’une carrière remarquable.

### Le Conseil supérieur
Obtenir un siège au Conseil Supérieur (Conseil souverain avant 1702) représente sans aucun doute le plus haut niveau d’accomplissement professionnel auquel puisse aspirer un membre de la communauté marchande. Bien que les pouvoirs du Conseil soient en réalité plutôt limités, puisque soumis à l’autorité du gouverneur et de l’intendant, il n’en reste pas moins que ses membres composent « un clan qui, tant par ses relations personnelles que par ses fonctions administratives, [est] allié à l’intendant ». Il ne faut donc pas se surprendre si seulement les plus grands marchands appartenant à la bourgeoisie ont accès à cette fonction. Ces derniers y détiennent, incidemment, une grande influence au cours du XVIIIe siècle. Douze des dix-neuf conseillers recensés par Nish pour les années 1729-1748 sont des commerçants de Montréal ou de Québec, dont la majorité sont également des seigneurs. En plus de Joseph Perthuis, syndic de Québec, des hommes tels que Martin de Lino, Charles et Guillaume Guillimin, François Foucault et Guillaume Estèbe, tous marchands à Québec, occupent à un certain moment un poste au Conseil supérieur,. L’absence de Montréalais dans cette liste renforce l’idée selon laquelle ils étaient plus près des officiers militaires que des membres de l’administration coloniale.

### La noblesse
Pour plusieurs marchands, le désir de s’élever dans la société canadienne et d’accumuler toujours plus de puissance se traduit par la volonté de s’élever au rang de la noblesse. Toutefois, très peu y parviennent. Outre Charles Le Moyne de Longueil, premier marchand à recevoir ses lettres de noblesse en 1668, Nicolas Dupont de Neuville (1632-1716), Nicolas Juchereau de St-Denis (c1627-1692), Jacques Leber et Charles Aubert de La Chesnaye complètent cette liste. Ce dernier représente un cas qui exprime bien le caractère exceptionnel d’une telle ascension. La Chesnaye, malgré le succès immense de sa carrière et la notoriété qu’il accumule au cours de celle-ci, ne se contente jamais réellement d’appartenir à bourgeoisie et convoite la noblesse comme une fin en soi. C’est ce qui le pousse à ajouter « de La Chesnaye » à son nom de naissance et à accumuler des seigneuries. Ses efforts sont récompensés en 1693 lorsque le roi Louis XIV l’anoblit pour avoir si bien contribué au développement économique de la Nouvelle-France. Le cas de François-Augustin Bailly est bien différent. Son père ayant servi comme enseigne puis lieutenant dans les troupes de la Marine jusqu’en 1732, ce marchand rural revendique son appartenance au monde des officiers. Lors de son mariage avec la fille d’Angélique Aubert de La Chesnaye, il fait apposer « sieur de Massin » et le titre d’écuyer à son nom. Réelle ou fictive, la noblesse de ce marchand semble alors avoir été acceptée par tous.

## Les marchands après la Conquête
À la suite de la défaite française, le Canada voit ses débouchés commerciaux se déplacer vers l’Angleterre au même moment où de nombreux commerçants d’origine anglaise et en provenance des Treize colonies s’établissent à Montréal et à Québec. Il est difficile d’imaginer, dans de telles circonstances, que les marchands canadiens ne soient pas fortement affectés par des changements aussi radicaux. Cependant, bien que quelques-uns prennent la décision de quitter la colonie pour poursuivre leurs activités en France, force est de constater qu’une grande majorité opte pour l’adaptation à cette nouvelle réalité. Parmi ceux qui choisissent de partir, il va de soi qu’on retrouve plusieurs des marchands de Québec dont les intérêts sont concentrés dans le commerce transatlantique, comme c’est le cas de Joseph Perthuis. Ceux qui dépendent majoritairement de l’import/export se retrouvent rapidement en difficulté lorsque le gouvernement français, en faillite, suspend le paiement des billets de change qui constituent le plus gros de leurs avoirs. Par contre, ceux qui sont actifs dans d’autres secteurs ou qui occupent des postes administratifs parviennent à poursuivre leurs activités sans trop d’ennui. Dans le cas de Montréal, malgré l’arrivée massive de compétiteurs anglais, la majorité des marchands présents au moment de la Conquête poursuivent leurs activités dans les années suivantes. Il semble même que leurs connaissances des réseaux de commerce et leurs relations bien établies avec les Autochtones leur permettent d’avoir le dessus sur les nouveaux arrivants dans les premiers temps. Néanmoins, les Anglais prennent rapidement un avantage bien marqué, notamment en raison des privilèges que leurs confèrent les nouvelles autorités coloniales, dont le contrôle de l’approvisionnement des postes de traite. Malgré tout, les commerçants canadiens s’adaptent plus souvent qu’autrement.